# مدرسة بريتزكر جامعة نورث وسترن للقانون
مدرسة بريتزكر جامعة نورث وسترن للقانون مدرسة بريتزكر للقانون جامعة نورث وسترن  هي مدرسة خاصة أمريكية تدرس القانون في شيكاغو، إلينوي. تقع في حي ستريتر الجانب الشمالي، وهو واحد من الإثني عشر مدرسة المكونة لجامعة نورث وسترن. تأسست كلية الحقوق في عام 1859 باسم كلية اتحاد الحقوق بالجامعة القديمة في شيكاغو. أول مدرسة قانون أنشئت في شيكاغو، أصبحت تحت مسؤولية جامعة نورث وسترن في عام 1873 بشكل مشترك وبعد ذلك ادرجت في جامعة نورث وسترن في عام 1891. و مصنفة ضمن مجموعة مرموقة من 14 مدرسة التي تتمتع باعتراف وطني. وقد صنفت في 2017 من طرف مجلة يو إس نيوز و مجلة وورلد ريبورت إلى أعلى كليات القانون في البلاد توجيها للطلاب .
وفقا لتقارير جامعة نورث وسترن، فإن 91٪ من دفعة الـ2015 حصلت على العمل، بعد تسعة أشهر من التخرج.

## معرض صور

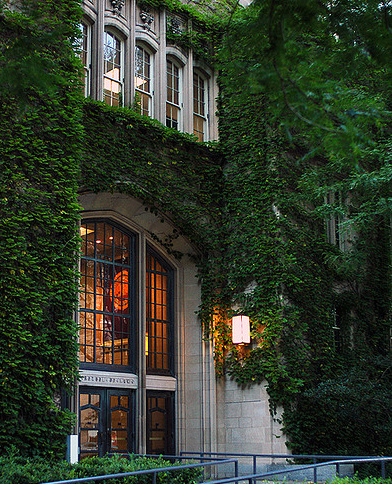
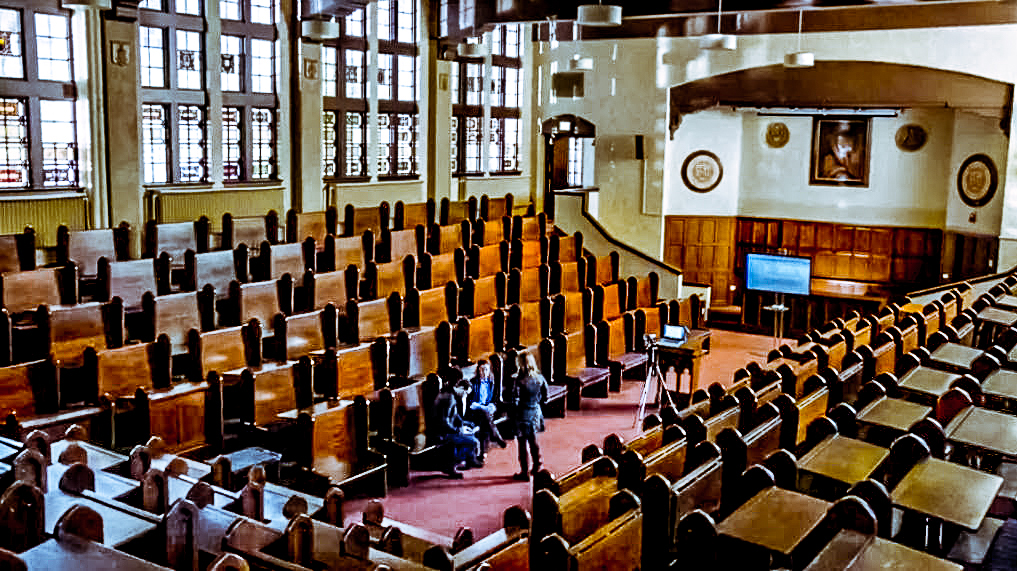
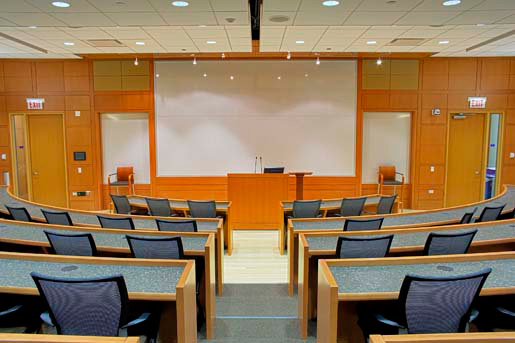
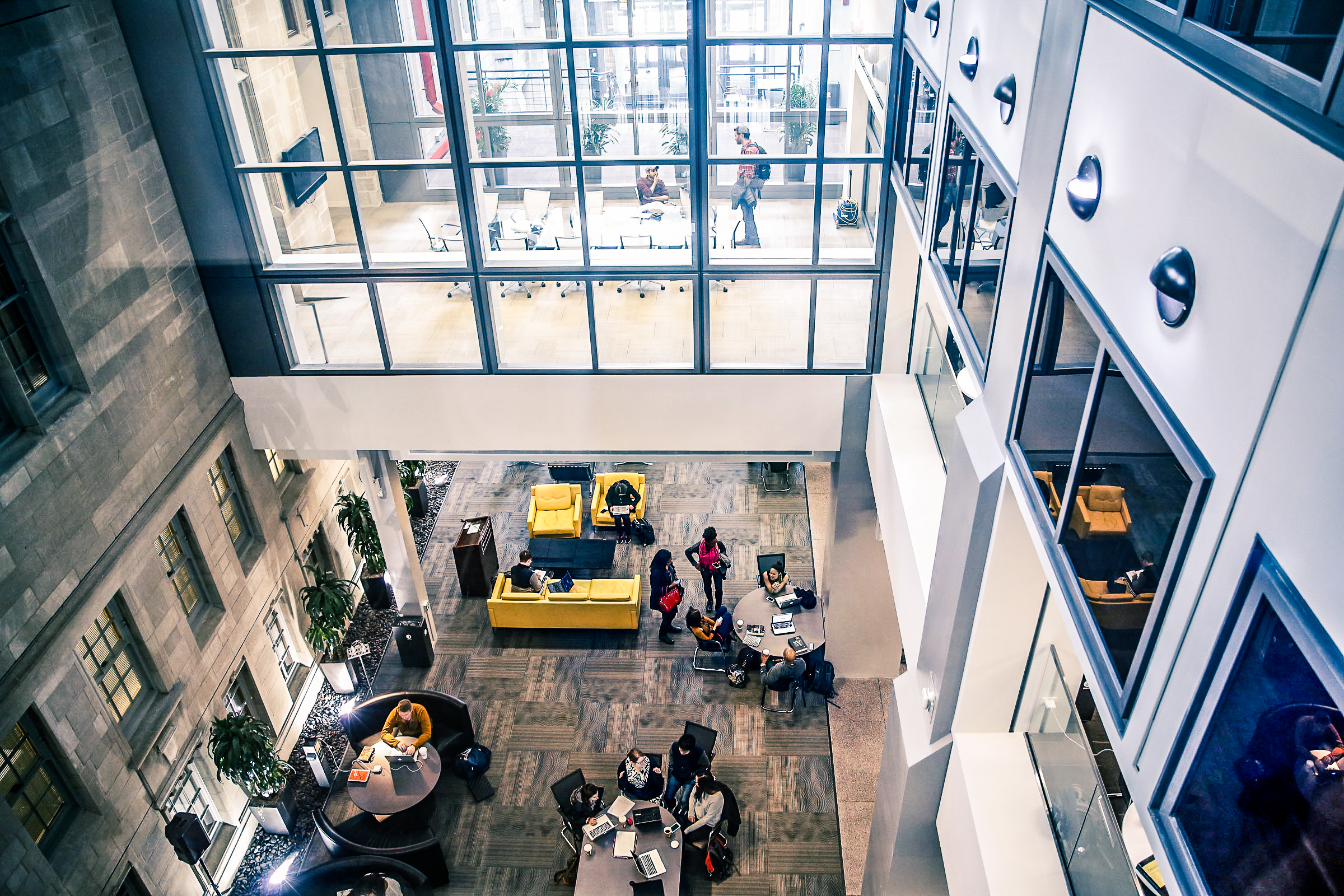
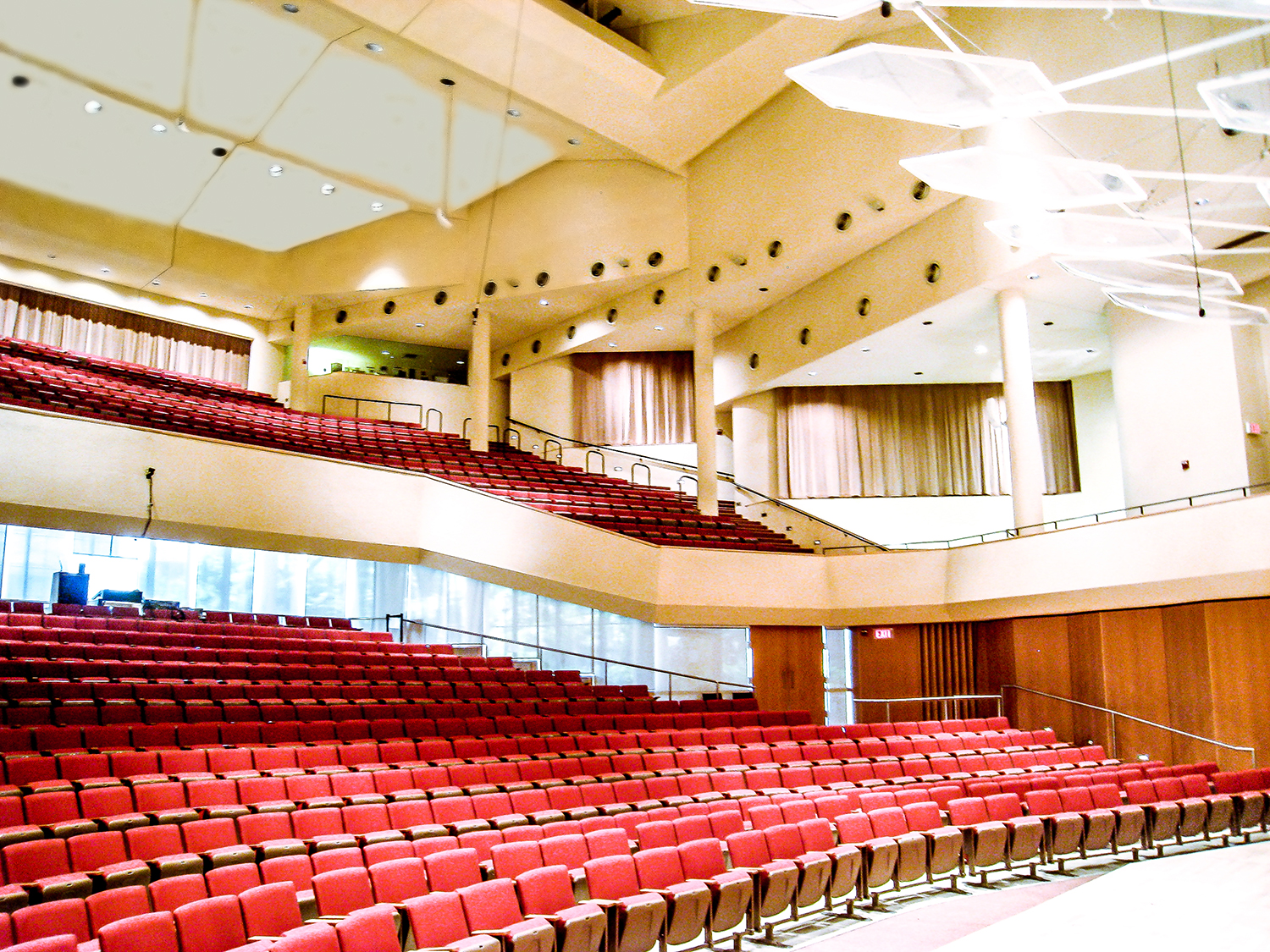